# Exocarpos cupressiformis
Exocarpos cupressiformis, com nomes comuns que incluem cerejeira-nativa, cherry ballart e cypress cherry, pertence à família de plantas Santalaceae. É uma espécie endémica da Austrália. Ocasionalmente, o nome genérico é escrito "Exocarpus" mas parece não estar mais em uso.

## Habitat
As plantas são encontradas na floresta esclerófila, especialmente em solos rasos e em afloramentos de granito no leste da Austrália. A sua extensa faixa de habitat é de Queensland a Victoria, da costa à margem do Great Dividing Range e da Tasmânia. Em partes mais meridionais do sul da Austrália, as plantas são encontradas em vários bolsões isolados de floresta.